# هیوندای ویژن جی
هیوندای ویژن جی یک خودروی مفهومی کوپه است که توسط هیوندای موتور تولید شد. این خودرو اولین بار در سال ۲۰۱۵ در پبل بیچ کانکورز دلیگانس معرفی شد.
هیوندای ویژن جی توسط استودیوهای طراحی جهانی متعدد هیوندای و تحت نظارت پیتر شرایر طراحی شده‌است. این خودرو مجهز به موتور ۵ لیتری ۸ سیلندر هیوندای تاو با قدرت ۴۲۰ اسب بخار (۳۱۳ کیلووات) در ۶۰۰۰ دور در دقیقه است.

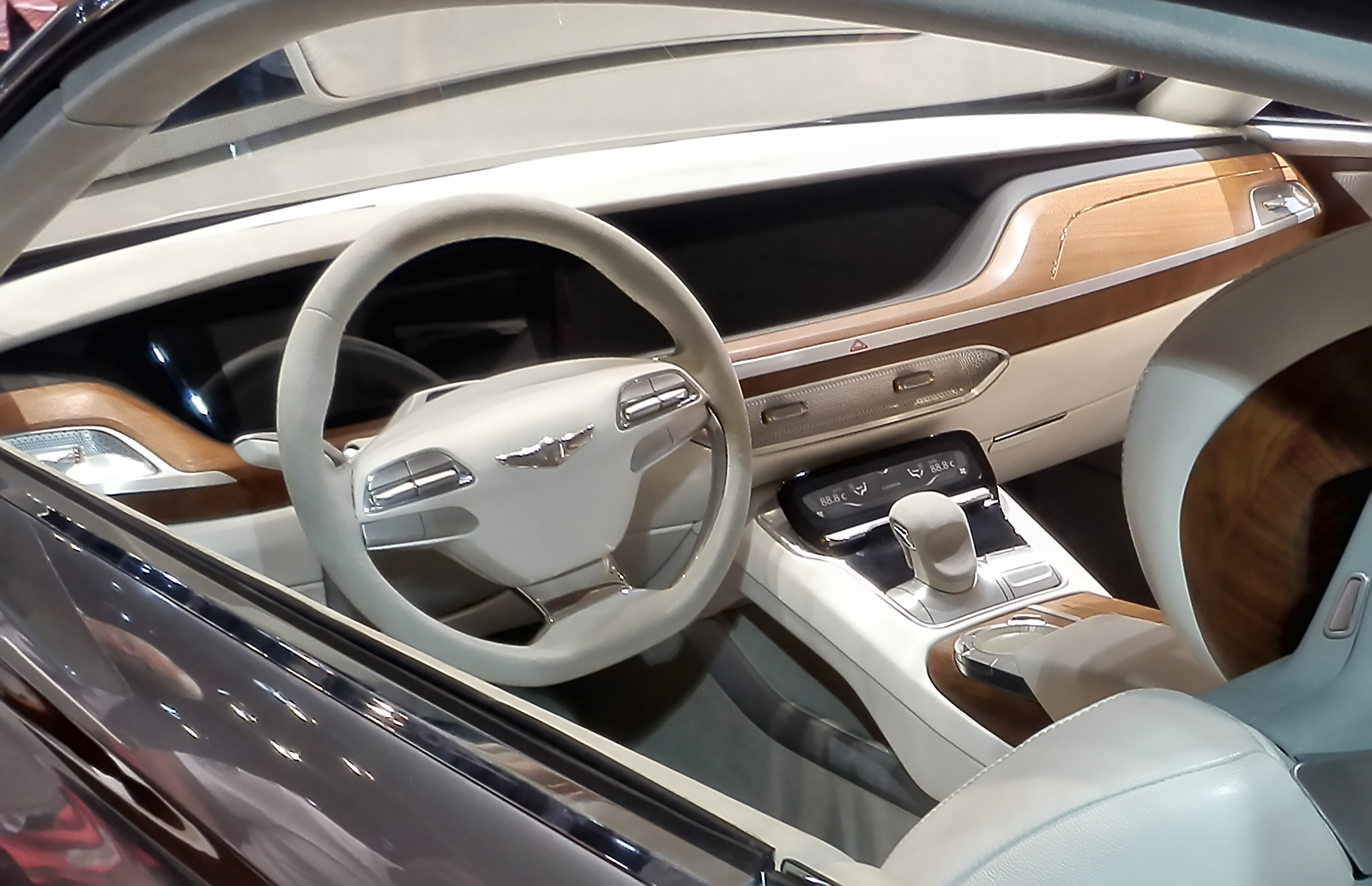
ویژن جی نمای داخلی